# Parc Spirou
Le parc Spirou est un parc à thèmes français situé dans la commune de Monteux, en Vaucluse. Le parc a pour thématique l'univers de Spirou, personnage de l'éditeur belge de bande dessinée Dupuis. À cette licence, s'ajoutent celles de Lucky Luke, Gaston Lagaffe, du Marsupilami, des Schtroumpfs, Boule et Bill, Zombillénium, Kid Paddle et Petit Poilu. Inauguré le 1er juin 2018, il ouvre au public le 16 juin 2018,.

## Histoire

### Conception et construction
Le 18 septembre 2013, Dupuis déclare lors d'une conférence de presse la future construction d'un parc sur le thème de Spirou doté de dix-sept attractions. Il est annoncé que la vallée du Rhône sera le lieu d'implantation pour un investissement de 75 millions d'euros en plusieurs phases dont l'ouverture est alors fixée au printemps 2015,. Les quatre années suivantes, deux phases sont évoquées, la première sur le Marsupilami et la deuxième sur Lucky Luke, une troisième sur Gaston Lagaffe est annoncée. Les éditions Dupuis déclarent début 2015 que l'ouverture aura lieu à l'été 2016. Dans l'article de l'édition Lire, hors-série no 19 de décembre 2014, le directeur Jean-Patrick Demonsang répond que la deuxième phase alors dédiée au Marsupilami comportera cinq manèges. Spirou et les Héritiers, La Face cachée du Z, Alerte aux Zorkons ou Z comme Zorglub sont l'inspiration de certaines attractions,. Il dit également qu'elles seront au nombre de quinze. Les manèges le voyage extraordinaire et le Demolition Derby nommé Crazy Cars disparaissaient des plans. Dans le même temps, Fantacoptère Express prend alors l'apparence d'un Air Race du constructeur Zamperla.
En janvier 2016, le site officiel est mis à jour pour annoncer une ouverture non plus au deuxième semestre 2016 mais en 2017. En avril 2017, lors de l'accord de la commune pour le bail à construction, l'ouverture est finalement annoncée pour juin 2018. La première pierre est posée officiellement le 3 juillet 2017 lors d'une conférence de presse en présence d'élus locaux. Ancien directeur du Futuroscope, Daniel Bulliard est annoncé comme le premier directeur du parc Spirou. Les noms et thèmes de nombreuses attractions sont modifiés et les personnages de Gaston, des Daltons et du Marsupilami seront présents dès la première année,. Les attractions aquatiques de type Hydro Lift Repère de la Murène et Jet Skis Shark Attack ne sont plus reprises sur les plans et sont remplacées par Gaffe à Gaston et Aéro Champignac. Fantacoptère Express devient un manège de type Star Shape. L'attraction Air Race disparaît également, tout comme Imaginarium, le cinéma 4-D suspendu.
Le chantier confié à l'entreprise Neotravaux débute en juillet 2017. Le site est desservi par la route départementale 942 et l'autoroute A7 via la sortie 23. De plus, la gare de Monteux est sur la ligne du TER Provence-Alpes-Côte d'Azur. Durant cette période, d'autres modifications du contenu du parc ont lieu. Les deux attractions à sensations disparaissent des plans. Les montagnes russes les plus impressionnantes Le Nid du Marsupilami, du même type qu’Impulse (en) à Knoebels, mesuraient 32 mètres de hauteur pour 92 km/h,. L'autre attraction à sensation qui n'est pas construite est le manège de type Star Shape Fantacoptère Express. Le théâtre du parc et le spectacle de cascades qu'il devait proposer sont supprimés également. De plus, le parcours de 4x4 de Heimotion Aventures africaines et le Circle-Vision 360° en relief Mission to the Moon subissent le même sort. Un manège d'avions de Zierer et des chevaux galopants remplacent ces suppressions. La création de plus de 4 000 m2 de façades décoratives et de structures rocheuses autour de la mine et de son train est confiée à l'entreprise Kago & Hammerschmidt,. Le 2 mai 2018, le site officiel est mis à jour. La liste des attractions est confirmée, elles sont toutes rebaptisées à nouveau.

### Ouverture et moyens
Censé ouvrir le 1er juin 2018, le parc ouvre ses portes au public le 16 juin avec une thématique autour de Spirou et Fantasio, Gaston Lagaffe, Lucky Luke et du Marsupilami. Deux attractions sur un total de dix sont inachevées les premières semaines. Spip Jumper ouvre fin juillet et le parcours scénique Zombillenium au thème homonyme ne sera jamais opérationnel. Les modifications de conception et de contenu augmentent les coûts au sein de l'investissement nécessaire, l'offre est donc réduite en comparaison avec le projet initial. L'investissement est supporté par des actionnaires privés tels Média participations et Bpifrance. 600 000 € sont injectés par la région PACA.
40 millions d’euros sont investis sur le parc pour la première tranche et 80 millions d'euros à terme. Le montant du projet devait s'élever à 45 millions d'euros pour la première tranche et à 85 millions d'euros à terme échu,.
Quatre hectares et demi sont tout d'abord accessibles au public. Le parc a 81 626 m2 dont une surface de plancher de 48 000 m2. Le loyer consenti pour le bail de 20 ans est de 360 000 € hors taxes par an, les travaux de nivellement et de réseaux primaires réalisés par la collectivité coûtent deux millions d'euros hors taxes et doivent être remboursés en quatre ans par le parc au taux d'intérêts de 4 %. Pendant la première saison, la direction déclare prévoir deux attractions et un restaurant avec une dimension de spectacle pour 2019, puis une attraction minimum par année, avant de se raviser. Le parcours scénique AGV de Simworx et Dreamwall baptisé Zombillenium, n'ayant jamais été satisfaisant, il est remplacé par un cinéma 4-D par le même constructeur pour la deuxième saison. Les attentes en termes de fréquentations ne sont pas concrétisées : la première année se clôture avec 120 000 visiteurs.

### Exploitation
Sept nouveautés sont mises à disposition du public en 2019, dont Eviv Bulgroz qui était prévu en 2018, Marsu Aventures qui remplace l'attraction défectueuse et Zombillenium Tower, attraction d'un forain néerlandais ayant rencontré le succès durant sa location par le parc pendant Halloween 2018. Des aménagements ayant comme but d’améliorer l'accueil du public sont réalisés,. Les attentes en termes de fréquentations ne sont à nouveau pas concrétisées avec 270 000 entrées,. En novembre 2019, Catherine Besnier devient directrice adjointe. Le même mois, les dirigeants du parc annoncent prévoir « une grosse attraction » pour 2021 et l'investissement de « vingt millions d'euros dans les deux-trois ans »,.
Cinq nouveautés — dont trois attractions — sont annoncées pour la saison 2020. L'une d'elles est un Air Race 8.2 de seconde main. Un manège de ce type était prévu pour le parc durant l'élaboration de celui-ci. Le film de l'attraction Mesozoïk Island est remplacé pour devenir Supergroom et les Dinozorgs. Le total de ces investissements atteint trois millions d'euros. Durant la saison, David La Rosa est nommé directeur général. Il projette pour 2022 une extension et ensuite, pour 2023, une salle de spectacle.
Pour la saison 2021, Hervé Lux accède au poste de directeur. Il occupait le même poste à La Mer de sable. Spip Jumper est redécoré et change de thème pour devenir Palombie Secrète, aux couleurs du marsupilami. Un sentier pédestre baptisé Sur la piste des marsus s'y insère. Une nouvelle attraction est construite : Splash Piranha. Cette année encore, ces investissements atteignent trois millions d'euros,.
La zone à l'extrême ouest est réaménagée pour devenir en 2022 un espace au thème de Kid Paddle avec deux nouveautés, un Disk'O Coaster et une aire de jeux aquatique. Trois millions d'euros sont investis sur ces 4 000 m2. La stratégie d'investissement — étalée sur cinq ans — est chiffrée à 18 millions d’euros.
Tandis qu'une extension du parc vers le nord est prévue à l'horizon 2025, le parc annonce deux nouveautés pour la saison 2024. La première est un modèle de tasses du constructeur Zamperla. Thématisé sur le thème de Rantanplan, ce manège prend place au sein de la zone Lucky Town. La seconde nouveauté voit l'arrivée au sein du parc de la franchise des Schtroumpfs. Le film de l'attraction Supergroom et les Dinozorgs change pour devenir Les Schtroumpfs et le Grimoire magique. Un village des Schtroumpfs ainsi qu'une boutique sont créés sur l'emprise de l'ancienne file d'attente. Les investissements totaux pour l'année 2024 sont estimés à 1,5 million d'euros.
En 2024, le parc Spirou rachète le parc aquatique Wave Island — 5 hectares de superficie et 150 000 visiteurs annuels — situé à proximité immédiate et vise à terme à l'intégrer à l'univers Dupuis pour atteindre les 600 000 visiteurs annuels sur les deux sites.
En 2026, le parc Spirou lancera une nouvelle zone sur le thème du manga Naruto.

## Informations économiques
La société Parc Spirou est immatriculée en décembre 2013 sous le no 798-962-106.
La société est dirigée par Julien Papelier par ailleurs administrateur des éditions Dargaud.
Au 31 décembre 2019, le chiffre d'affaires représente 9 049 300 €. Le résultat est déficitaire de 11 775 900 €. L'effectif moyen annuel est de 140 salariés.
Au 31 décembre 2020, le chiffre d'affaires représente 5 389 900 €. Le résultat est déficitaire de 9 152 500 €. L'effectif moyen annuel est de 79 salariés.
Au 31 décembre 2021, le chiffre d'affaires représente 7 573 100 €. Le résultat est déficitaire de 4 697 900 €.
Au 31 décembre 2022, le chiffre d'affaires représente 11 384 900 €. Le résultat est déficitaire de 3 750 500 €. L'effectif moyen est compris entre 20 et 49 salariés.

### Fréquentation
Pendant la conception du parc, l'objectif premier devait se chiffrer à 480 000 visiteurs pour 2018. Avec les modifications du contenu du site durant la construction, les attentes pour cette année augmentent à 500 000 visiteurs dans un deuxième temps avant d'être à nouveau modifiées,. La direction désire finalement accueillir 300 000 visiteurs en 2018,,. Ces attentes en termes de fréquentations ne sont pas concrétisées : la première année se clôture avec 120 000 visiteurs.
Dans un premier temps, la direction ambitionne d'accueillir 500 000 visiteurs en 2019,, avant d'estimer à 450 000 le nombre attendu de visiteurs,,. Les attentes en termes de fréquentations ne sont à nouveau pas concrétisées : la deuxième année se clôture avec 270 000 entrées,.
En raison de la pandémie de Covid-19, la fréquentation diminue de 35 % en 2020.
La saison 2021 voit 205 000 visiteurs passer les portes du parc.
L'objectif  de la saison 2022 est d’accueillir 276 000 visiteurs,. Le parc en attire 307 000.
Le directeur Hervé Lux a pour objectif d'atteindre les 350 000 entrées en 2023, ils sont 320 000 visiteurs en cette année.
Les dirigeants annoncent en 2019 leur désir d'atteindre 500 000 entrées pour l'horizon 2024-2025.
Hervé Lux projette de recevoir 450 000 visiteurs en 2026.

## Les attractions
Vingt-trois attractions, dont trois numériques provenant du catalogue du constructeur britannique Simworx, et inspirées du cinéma dynamique du Futuroscope, composent le site. Dans un premier temps, elles atteignaient pendant la période d'élaboration du parc le nombre de dix-sept à l'ouverture, puis 20 en 2020 et 25 en 2022,. Elles sont onze à l'ouverture (dont une qui ne sera jamais opérationnelle), puis 18 en 2019, puis 22 en 2022.

### Montagnes russes
- En avant Seccotine : montagnes russes junior de Zierer, 2018
- Nid des Marsupilamis (le) : montagnes russes en métal, modèle Roller Ball de Ride Engineers Switzerland, 2019
- Spirou Racing : montagnes russes en métal de Zierer, 2018
- Wanted Dalton : montagnes russes junior de Zierer, 2018

### Autres attractions
- Aéro Champignac : chaises volantes de Zierer, 2018
- Aqua Slime Project : aire de jeux, 2022
- Blorks Attack : Disk'O Coaster de Zamperla, 2022
- Boule et Bill déboulent : grande roue junior de Preston & Barbieri, 2020
- Crash Blork : Air Race de Zamperla initialement présent à Dreamland Margate au Royaume-Uni, 2020
- Le Z (Anciennement: Eviv Bulgroz) : manège de type Star Shape de Zierer, 2019
- Houbi et Houba : deux tours de chute de Zierer, 2018
- Les Schtroumpfs et le Grimoire magique : Immersive Tunnel de Simworx, 2018[j],[52],[53],[54]
- Lucky River : bûches d'Hafema, 2019
- Marsu Aventures : cinéma 4-D de Simworx, 2019
- Marsu Palombia : manège d'avions de Zierer, 2018
- Palombie secrète : chevaux galopants de Metallbau Emmeln, 2018. Attraction nommée Spip Jumper de 2018 à 2020.
- Petit Poilu : aire de jeux de Kompan, 2020
- Rantanplan : manège de tasses, 2024
- Spirou Parade : carrousel de Preston & Barbieri, 2020
- Splash Piranha : manège aquatique interactif de type Water Jumble de RES, 2021
- Zombillenium Tower : tour de chute itinérante de Funtime, 2019
- Gaffe à Gaston : cinéma 4-D, type Stargazer Motion Theatre de Simworx et Dreamwall, 2018
- Fantasio Rodéo : Kontiki de "Zierer", 2018

### Anciennes attractions
- Bibobu : aire de jeux de Go-Leisure, 2019-2021
- Boule et Bill déboulent : montagnes russes tournoyantes de Preston & Barbieri, 2019
- Dark ride Zombillenium situe à actuelle marsu aventure ( dark ride jamais ouvert au publique) 2018-2018 (enfin jamais ouvert)

## Logotypes

Logotype durant la période de développement du parc.
Premier logo du parc Spirou, saison 2018.
Logo du parc Spirou depuis 2019.